# 担生
擔生，是中國神話傳說中的大蛇，会吃人，但會報恩救主。在《廣異記》有记载有书生收养一条小蛇，给那条蛇取名担生的故事。
担生最早则出於酈道元《水經注》，可以掀起水患。

## 参看
中国妖怪列表